# Capilla Santa Cecilia (Ruiz de Montoya)
La Capilla Santa Cecilia es una capilla ubicada por Ruta Provincial 223 en la Colonia Cuña Pirú de Ruiz de Montoya, Misiones, Argentina construida en devoción a Santa Cecilia.
Fue el primer templo que construyeron los inmigrantes alemanes-brasileros y suizos que llegaron a la zona entre 1919 y 1920.

## Patrimonio Histórico, Cultural, Arquitectónico, Paisajístico y Turístico
La edificación data de 1922,y ese antecedente fue fundamental para que fuera declarada Patrimonio Histórico, Cultural, Arquitectónico, Paisajístico y Turístico, por la Cámara de Representantes de Misiones, en junio de 2022, con el acompañamiento del intendente Víctor Vogel y el apoyo del diputado Isidro Duarte. También fue la referencia exacta para lograr, casi al mismo tiempo, la reivindicación histórica de Ruiz de Montoya, logrando cambiar la fecha de fundación del municipio que hasta ese entonces tenía 76 años y pasó a 103.

## Galería de imágenes

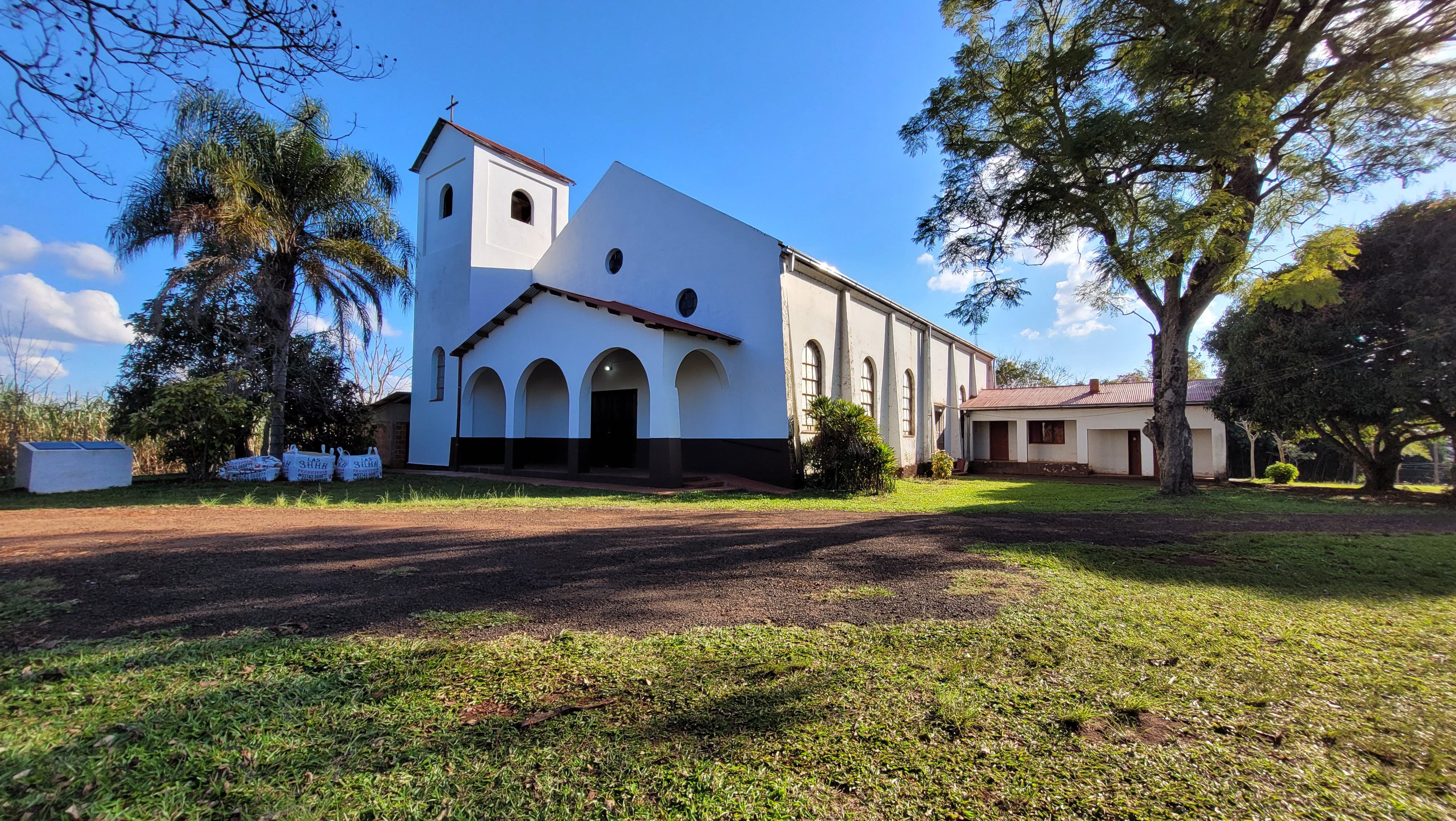
Vista de la Capilla Santa Cecilia
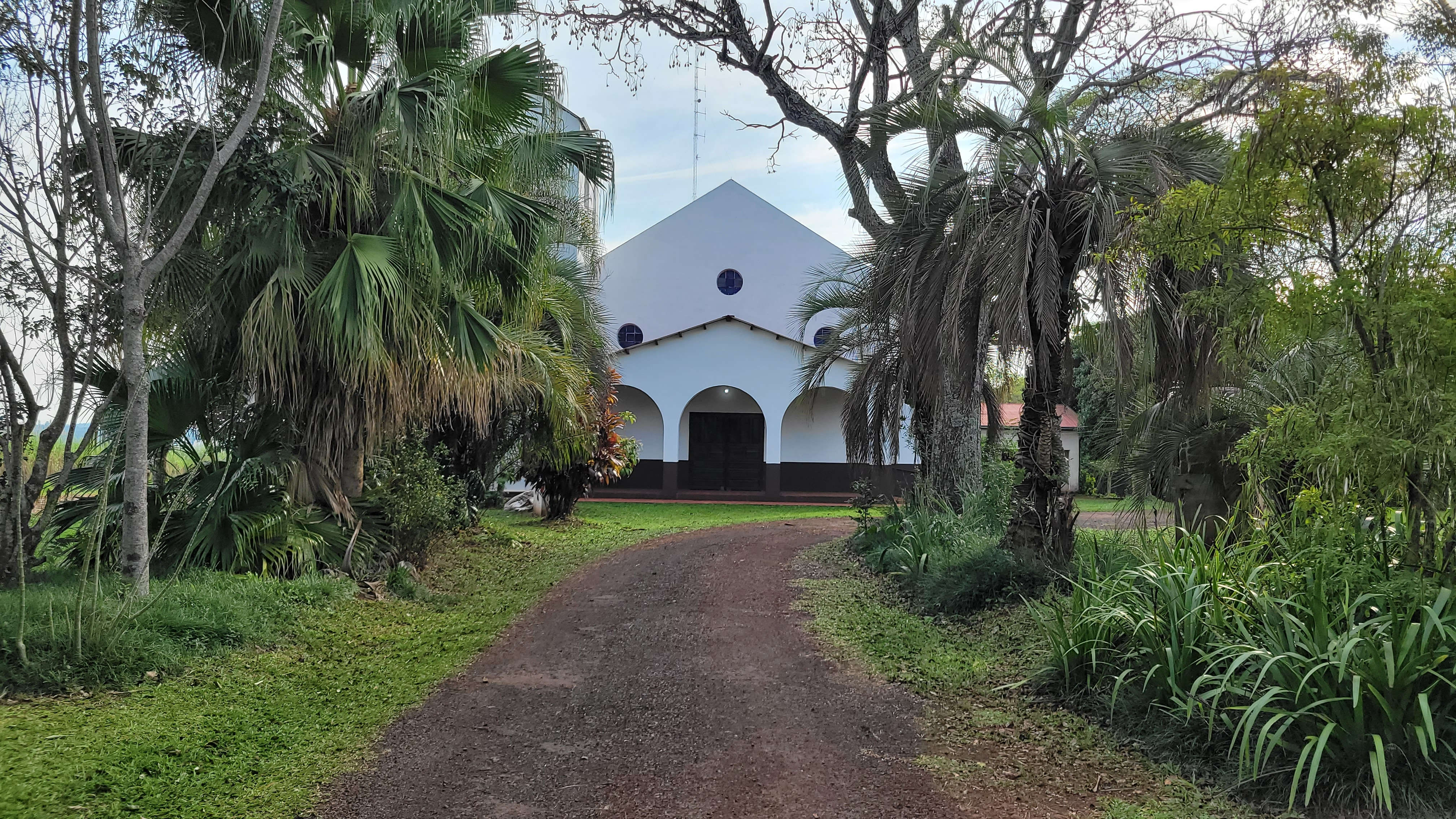
Ingreso desde Ruta Provincial 223
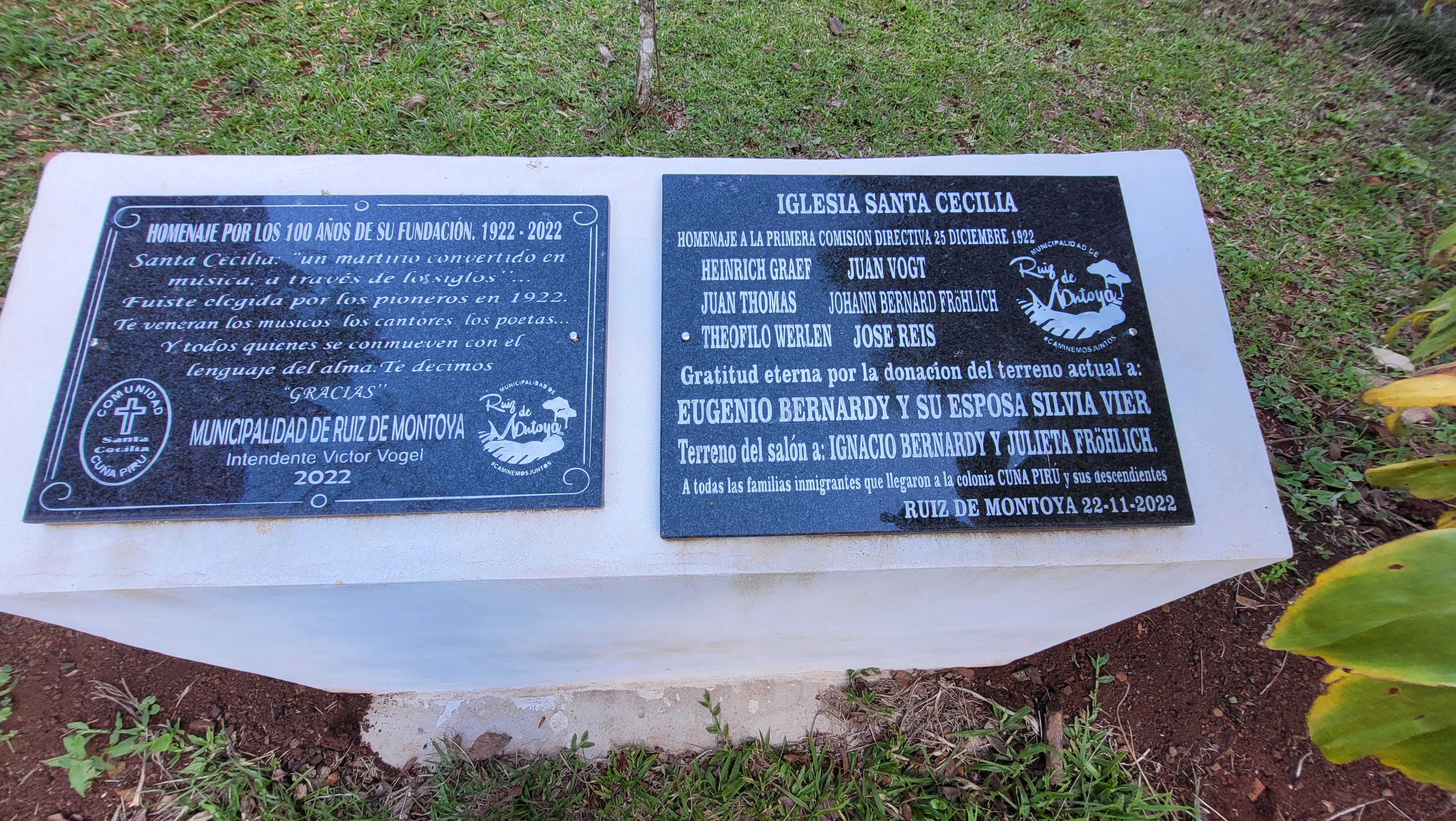
Homenaje por los 100 años de su fundación
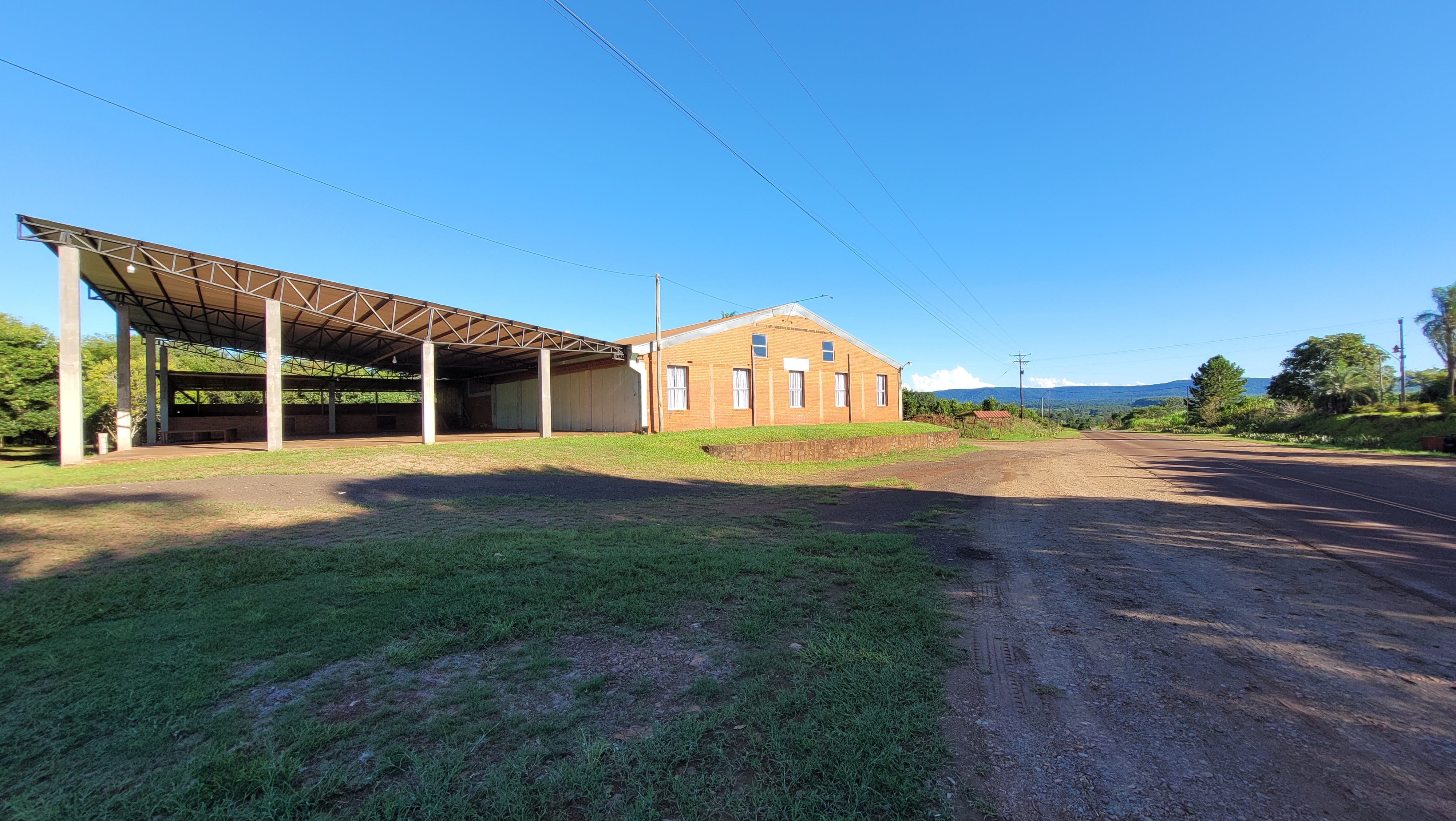
Salón Santa Cecilia
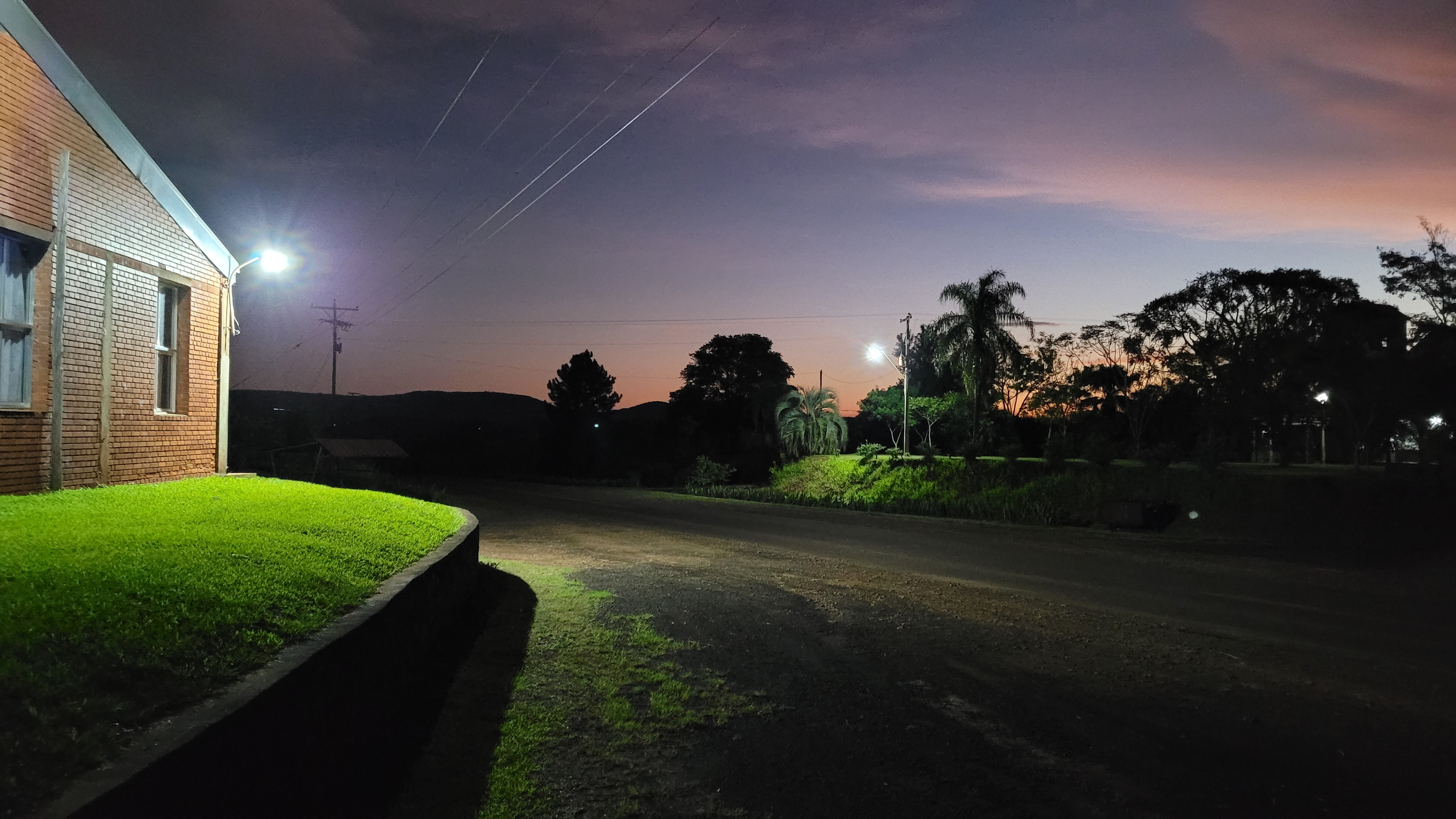
Anochecer con vista al frente de la capilla
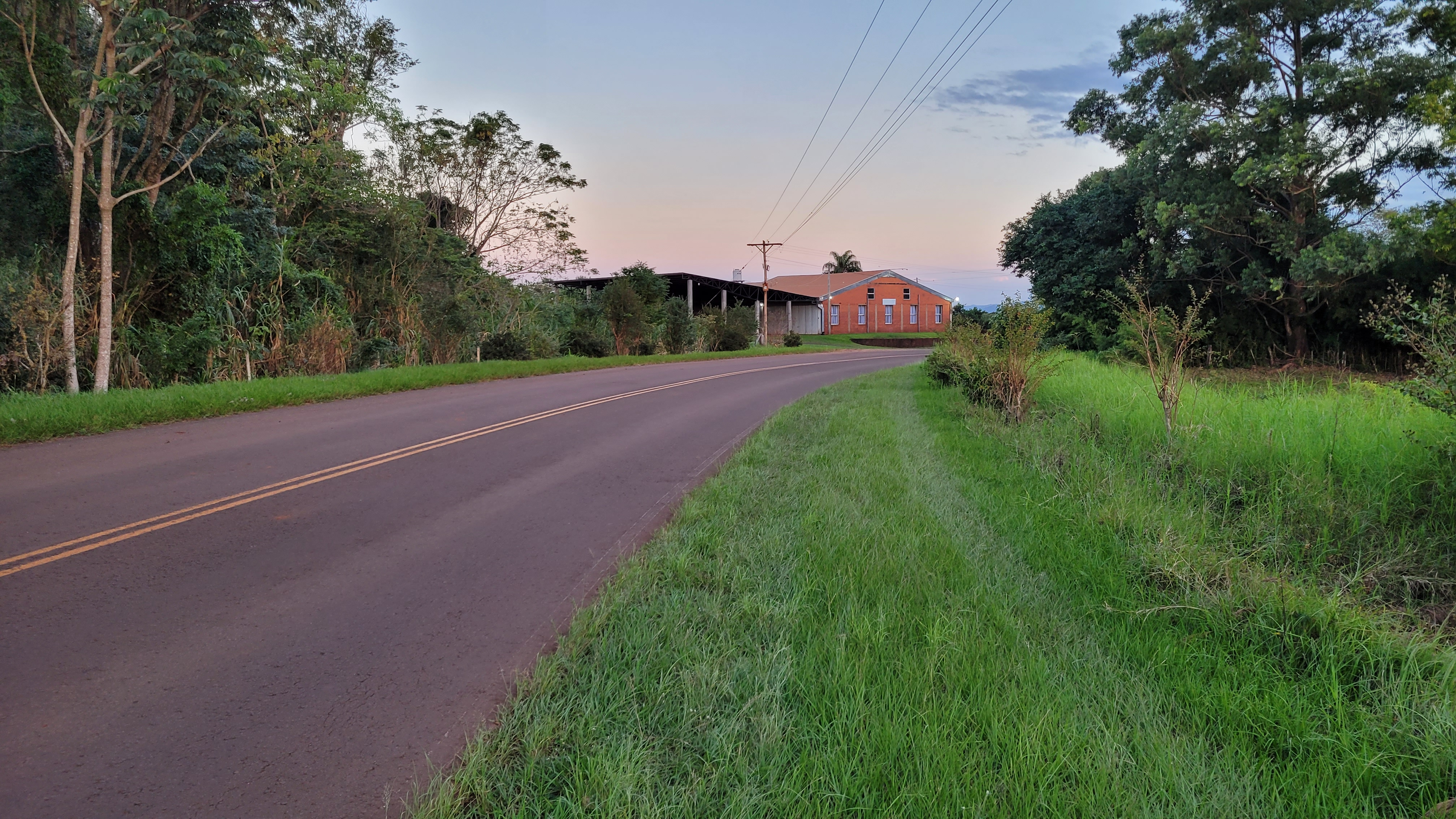
Curva por RP223 antes de llegar al templo